# 罗凉清
罗凉清（1959年10月—），四川冕宁人。男，彝族。1977年8月参加工作，1985年9月加入中国共产党。西南民族学院汉语言文学专业毕业。
2012年2月，当选为四川凉山州州长。2016年11月，辞去凉山州人民政府州长职务。
2013年，当选第十二届全国人民代表大会四川地区代表。